# Seznam mest v Alabami
Seznam mest v Alabami (ZDA).

### Večja mesta po prebivalstvu
| Mestno prebivalstvo > 200,000 - Birmingham - 233,149 - Montgomery - 200,983 Mestno prebivalstvo > 150,000 - Mobile - 192,759 - Huntsville - 164,146 Mestno prebivalstvo > 65,000 - Tuscaloosa - 80,181 - Hoover - 66,346 | Mestno prebivalstvo > 50,000 - Dothan - 61,287 - Decatur - 54,528 Mestno prebivalstvo > 30,000 - Auburn - 48,348 - Gadsden - 37,640 - Florence - 36,258 - Madison - 35,012 | Mestno prebivalstvo > 20,000 - Bessemer - 29,672 - Phenix City - 28,936 - Prichard - 27,622 - Homewood - 25,043 - Vestavia Hills - 24,476 - Prattville - 24,303 - Anniston - 23,822 - Opelika - 23,483 - Alabaster - 22,619 - Enterprise - 21,178 - Mountain Brook - 20,604 - Selma - 20,512 - Northport - 20,106 |

| - Abbeville, Henry - Abel, Clay - Abernant, Tuscaloosa - Acmar, St. Clair - Ada, Montgomery - Adamsville, Jefferson - Addison, Winston - Adger, Jefferson - Akron, Hale - Alabama City, Etowah - Alabama Port, Mobile - Alabaster, Shelby - Alberta, Wilcox - Albertville, Marshall - Alden, Jefferson - Alexander City, Tallapoosa - Alexandria, Calhoun - Aliceville, Pickens - Allen, Clarke - Allgood, Blount - Alma, Clarke - Almond, Randolph - Alpine, Talladega - Alton, Jefferson - Altoona, Etowah | - Andalusia, Covington - Anderson, Lauderdale - Annemanie, Wilcox - Anniston, Calhoun - Aquilla, Washington - Arab, Marshall - Ardmore, Limestone - Argo, Jefferson - Ariton, Dale - Arkadelphia, Cullman - Arley, Winston - Arlington, Wilcox - Armstrong, Bullock - Ashford, Houston - Ashland, Clay - Ashville, St. Clair - Athens, Limestone - Atmore, Escambia - Attalla, Etowah - Auburn, Lee - Autaugaville, Autauga - Avon, Houston - Awin, Wilcox - Axis, Mobile |

| - Babbie, Covington - Baileyton, Cullman - Baker Hill, Barbour - Bangor, Blount - Banks, Pike - Bankston, Fayette - Barfield, Clay - Barlow, Washington - Barney, Walker - Bassetts Creek, Washington - Battens Crossroads, Geneva - Bay Minette, Baldwin - Bayou La Batre, Mobile - Bazemore, Fayette - Bear Creek, Marion - Beatrice, Monroe - Beaverton, Lamar - Belk, Fayette - Bell Fountain, Baldwin - Bellamy, Sumter - Belle Mina, Limestone - Belleville, Conecuh - Bellwood, Geneva - Benton, Lowndes - Berry, Fayette - Bessemer, Jefferson - Beulah, Covington - Big Cove, Madison | - Bigbee, Washington - Billingsley, Autauga - Birmingham, Jefferson - Birmingport, Jefferson - Black, Geneva - Bladon Springs, Choctaw - Blount Springs, Blount - Blountsville, Blount - Blue Mountain, Calhoun - Blue Ridge, Elmore - Blue Springs, Barbour - Bluff, Fayette - Boaz, Marshall - Boligee, Greene - Bolinger, Choctaw - Bolling, Butler - Bon Air, Talladega - Bon Secour, Baldwin - Booth, Autauga - Boykin, Wilcox - Bradford, Jefferson - Bradley, Covington - Braggs, Lowndes - Branchville, St. Clair - Brantley, Crenshaw - Bremen, Cullman | - Brent, Bibb - Brewton, Escambia - Bridgeport, Jackson - Brierfield, Bibb - Brighton, Jefferson - Brilliant, Marion - Bromley, Baldwin - Brooklyn, Conecuh - Brookside, Jefferson - Brooksville, Blount - Brookwood, Tuscaloosa - Browns, Dallas - Brownsboro, Madison - Brundidge, Pike - Bryant, Jackson - Bucks, Mobile - Buena Vista, Monroe - Buhl, Tuscaloosa - Bull Slough, Conecuh - Burkville, Lowndes - Burmuda, Conecuh - Burningtree Mountain, Morgan - Burnt Corn, Monroe - Burntout, Franklin - Burnwell, Walker - Butler, Choctaw - Bynum, Calhoun |

| - Cahaba, Dallas - Cahaba Heights, Jefferson - Calera, Shelby - Calvert, Washington - Camden, Wilcox - Camp Hill, Tallapoosa - Campbell, Clarke - Capshaw, Limestone - Carbon Hill, Walker - Cardiff, Jefferson - Carlton, Clarke - Carolina, Covington - Carrollton, Pickens - Castleberry, Conecuh - Catherine, Wilcox - Cecil, Montgomery - Cedar Bluff, Cherokee - Center Point, Jefferson - Centerville, Conecuh - Centre, Cherokee - Centreville, Bibb - Chalkville, Jefferson - Chancellor, Geneva - Chapman, Butler - Chatom, Washington - Chelsea, Shelby | - Cherokee, Colbert - Chickasaw, Mobile - Childersburg, Talladega - Choccolocco, Calhoun - Citronelle, Mobile - Clanton, Chilton - Claud, Elmore - Clay, Jefferson - Clayhatchee, Dale - Clayton, Barbour - Cleveland, Blount - Clio, Barbour - Clopton, Dale - Cloverdale, Lauderdale - Coaling, Tuscaloosa - Coden, Mobile - Coffee Springs, Geneva - Coffeeville, Clarke - Coker, Tuscaloosa - Collinsville, DeKalb - Colony, Cullman - Columbia, Houston | - Columbiana, Shelby - Concord, Jefferson - Cook Springs, St. Clair - Coosada, Elmore - Cordova, Walker - Corner, Jefferson - Cottondale, Tuscaloosa - Cottonton, Russell - Cottonwood, Houston - County Line, Blount - Courtland, Lawrence - Cowarts, Houston - Coy, Wilcox - Cragford, Clay - Crane Hill, Cullman - Crawford, Russell - Creola, Mobile - Cromwell, Choctaw - Cropwell, St. Clair - Crosston, Jefferson - Crossville, DeKalb - Cuba, Sumter - Cullman, Cullman - Cusseta, Chambers |

| - Dadeville, Tallapoosa - Daleville, Dale - Dallas, Blount - Danville, Morgan - Daphne, Baldwin - Dauphin Island, Mobile - Daviston, Tallapoosa - Dawson, DeKalb - Dayton, Marengo - De Armanville, Calhoun - Deatsville, Elmore - Decatur, Morgan - Deer Park, Washington - Delmar, Winston - Delta, Clay - Demopolis, Marengo | - Detroit, Lamar - Dickinson, Clarke - Dixiana, Jefferson - Dixons Mills, Marengo - Docena, Jefferson - Dodge City, Cullman - Dolomite, Jefferson - Dora, Walker - Dothan, Houston - Double Springs, Winston - Douglas, Marshall - Dozier, Crenshaw - Duncanville, Tuscaloosa - Dunnavant, Shelby - Dutton, Jackson |

| - East Brewton, Escambia - Eastaboga, Calhoun - Eclectic, Elmore - Edgewater, Jefferson - Edwardsville, Cleburne - Eight Mile, Mobile - Elba, Coffee - Elberta, Baldwin - Eldridge, Walker - Elgin, Lauderdale - Elkmont, Limestone - Elmore, Elmore | - Emelle, Sumter - Empire, Walker - Enterprise, Coffee - Equality, Coosa - Epes, Sumter - Ethelsville, Pickens - Eufaula, Barbour - Eunola, Geneva - Eutaw, Greene - Eva, Morgan - Evergreen, Conecuh - Excel, Monroe |

| - Fagala, Alabama - Fairfield, Jefferson - Fairhope, Baldwin - Fairview, Cullman - Falkville, Morgan - Faunsdale, Marengo - Fayette, Fayette - Fayetteville, Talladega - Five Points, Chambers - Flat Rock, Jackson - Flomaton, Escambia - Florala, Covington - Florence, Lauderdale - Foley, Baldwin - Forestdale, Jefferson | - Forkland, Greene - Fort Deposit, Lowndes - Fort McClellan, Calhoun - Fort Mitchell, Russell - Fort Morgan, Baldwin - Fort Payne, DeKalb - Fort Rucker, Dale - Franklin, Macon - Frisco City, Monroe - Fruithurst, Cleburne - Fulton, Clarke - Fultondale, Jefferson - Fyffe, DeKalb |

| - Gadsden, Etowah - Gainesville, Sumter - Gallion, Hale - Gantt, Covington - Garden City, Cullman - Gardendale, Jefferson - Gaylesville, Cherokee - Geiger, Sumter - Geneva, Geneva - Georgiana, Butler - Geraldine, DeKalb - Gilbertown, Choctaw - Glen Allen, Fayette - Glencoe, Etowah - Glenwood, Crenshaw - Goldville, Tallapoosa - Good Hope, Cullman - Goodwater, Coosa - Gordo, Pickens - Gordon, Houston | - Gordonville, Lowndes - Gorham's Bluff, Jackson - Goshen, Pike - Grady, Montgomery - Graham, Randolph - Grand Bay, Mobile - Grant, Marshall - Grayson Valley, Jefferson - Graysville, Jefferson - Greenhill, Lauderdale - Greensboro, Hale - Greenville, Butler - Grimes, Dale - Grove Hill, Clarke - Grove Oak, DeKalb - Guin, Marion - Gulf Shores, Baldwin - Gum Springs, Blount - Guntersville, Marshall - Gurley, Madison - Gu-Win, Marion |

| - Hackleburg, Marion - Haleburg, Henry - Haleyville, Winston - Hamilton, Marion - Hammondville, DeKalb - Hanceville, Cullman - Harpersville, Shelby - Hartford, Geneva - Hartselle, Morgan - Harvest, Madison - Hayden, Blount - Hayneville, Lowndes - Hazel Green, Madison - Headland, Henry - Heath, Covington - Heflin, Cleburne - Helena, Shelby - Henagar, DeKalb - Higdon, Jackson - Highland Home, Crenshaw | - Highland Lake, Blount - Hillsboro, Lawrence - Hobson City, Calhoun - Hodges, Franklin - Hokes Bluff, Etowah - Holly Pond, Cullman - Hollywood, Jackson - Holt, Tuscaloosa - Holy Trinity, Russell - Homewood, Jefferson - Hoods Crossroads, Blount - Hoover, Jefferson - Hope Hull, Montgomery - Horn Hill, Covington - Horton, Marshall - Houston, Wintson - Hueytown, Jefferson - Huguley, Chambers - Hulaco, Morgan - Huntsville, Madison - Hurtsboro, Russell - Hytop, Jackson |

| - Jack, Coffee - Jackson, Clarke - Jacksons' Gap, Tallapoosa - Jacksonville, Calhoun | - Jasper, Walker - Jemison, Chilton - Joppa, Cullman |

| - Kansas, Walker - Kellerman, Tuscaloosa - Kellyton, Coosa - Kennedy, Lamar - Kent, Elmore - Killen, Lauderdale | - Kimberly, Jefferson - Kimbrough, Wilcox - Kinsey, Houston - Kinston, Coffee - Knoxville, Greene |

| - Lacey's Spring, Morgan - Lacon, Morgan - Ladonia, Russell - La Fayette, Chambers - Lake Purdy, Shelby - Lake View, Tuscaloosa - Lakeview, DeKalb - Lanett, Chambers - Langston, Jackson - Leeds, Jefferson - Leesburg, Cherokee - Leighton, Colbert - Leroy, Washington - Lester, Limestone - Letohatchee, Lowndes - Level Plains, Dale - Lexington, Lauderdale | - Libertyville, Covington - Lillian, Baldwin - Lincoln, Talladega - Linden, Marengo - Lineville, Clay - Lipscomb, Jefferson - Lisman, Choctaw - Littleville, Colbert - Livingston, Sumter - Loachapoka, Lee - Lockhart, Covington - Locust Fork, Blount - Louisville, Barbour - Lower Peachtree, Wilcox - Lowndesboro, Lowndes - Loxley, Baldwin - Luverne, Crenshaw - Lynn, Winston |

| - Madison, Madison - Madrid, Houston - Magnolia Springs, Baldwin - Majestic, Jefferson - Malvern, Geneva - Maplesville, Chilton - Margaret, St. Clair - Marbury, Autauga - Marion, Perry - Marion Junction, Dallas - Marvyn, Lee - Masseyline, Jefferson - Maytown, Jefferson - McCalla, Jefferson - McDonald Chapel, Jefferson - McIntosh, Washington - McKenzie, Butler - McMullen, Pickens - Meadowbrook, Shelby | - Mellow Valley, Clay - Memphis, Pickens - Mentone, DeKalb - Meridianville, Madison - Midfield, Jefferson - Midland City, Dale - Midway, Bullock - Mignon, Talladega - Millbrook, Elmore - Millers Ferry, Wilcox - Millport, Lamar - Millry, Washington - Mobile, Mobile - Mon Louis, Mobile - Monroeville, Monroe - Montevallo, Shelby - Montgomery, Montgomery - Montrose, Baldwin - Moody, St. Clair - Moores Mill, Madison | - Mooresville, Limestone *Morgan City, Morgan - Morris, Jefferson - Mosses, Lowndes - Moulton, Lawrence - Moulton Heights, Morgan - Moundville, Hale - Mount High, Blount - Mount Hope, Lawrence - Mount Meigs, Montgomery - Mount Olive, Jefferson - Mount Vernon, Mobile - Mountain Brook, Jefferson - Mountain Creek, Chilton - Mountainboro, Etowah - Mulga, Jefferson - Munford, Talladega - Muscle Shoals, Colbert - Myrtlewood, Marengo |

| - Nanafalia, Marengo - Napier Field, Dale - Natural Bridge, Winston - Nauvoo, Walker - Nectar, Blount - Needham, Choctaw - New Brockton, Coffee - New Hope, Madison - New Market, Madison - New Site, Tallapoosa | - Newbern, Hale - Newell, Randolph - Newton, Dale - Newville, Henry - Normal, Madison - North Bibb, Bibb - North Courtland, Lawrence - North Johns, Jefferson - Northport, Tuscaloosa - Notasulga, Macon |

| - Oak Grove, Jefferson - Oak Grove, Talladega - Oak Hill, Wilcox - Oakman, Walker - Oakville, Lawrence - Odenville, St. Clair - Ohatchee, Calhoun - Oneonta, Blount - Onycha, Covington | - Opelika, Lee - Opp, Covington - Orange Beach, Baldwin - Orion, Pike - Orrville, Dallas - Owens Cross Roads, Madison - Oxford, Calhoun - Ozark, Dale |

| - Paint Rock, Jackson - Palmerdale, Jefferson - Parrish, Walker - Pelham, Shelby - Pell City, St. Clair - Pennington, Choctaw - Perdido, Baldwin - Perote, Bullock - Peterman, Monroe - Peterson, Tuscaloosa - Petrey, Crenshaw - Phenix City, Russell - Phil Campbell, Franklin - Pickensville, Pickens - Piedmont, Calhoun - Pike Road, Montgomery - Pinckard, Dale | - Pine Apple, Wilcox - Pine Hill, Wilcox - Pine Ridge, DeKalb - Pinson, Jefferson - Pisgah, Jackson - Plantersville, Dallas - Pleasant Grove, Jefferson - Pleasant Groves, Jackson - Point Clear, Baldwin - Pollard, Escambia - Powell, DeKalb - Prairieville, Hale - Prattville, Autauga - Priceville, Morgan - Prichard, Mobile - Providence, Marengo |

| - Ragland, St. Clair - Rainbow City, Etowah - Rainsville, DeKalb - Ralph, Tuscaloosa - Ramer, Montgomery - Ranburne, Cleburne - Red Bay, Franklin - Red Hill, Blount - Red Level, Covington - Redstone Arsenal, Madison - Reece City, Etowah - Reform, Pickens - Rehobeth, Houston - Remlap, Blount | - Repton, Conecuh - Ridgeville, Etowah - River Falls, Covington - Riverside, St. Clair - Riverview, Escambia - Roanoke, Randolph - Robertsdale, Baldwin - Rock Creek, Jefferson - Rockford, Coosa - Rock Mills, Randolph - Rogersville, Lauderdale - Rosa, Blount - Russellville, Franklin - Rutledge, Crenshaw |

| - Safford, Dallas - Saginaw, Shelby - Saks, Calhoun - Salem, Lee - Samantha, Tuscaloosa - Samson, Geneva - Sand Rock, Cherokee - Sanford, Covington - Saraland, Mobile - Sardis City, Etowah - Satsuma, Mobile - Sawyerville, Hale - Sayre, Jefferson - Scottsboro, Jackson - Seale, Russell - Section, Jackson - Selfville, Blount - Selma, Dallas - Selmont-West Selmont, Dallas - Seminole, Baldwin - Semmes, Mobile - Sheffield, Colbert - Shelby, Shelby | - Shiloh, DeKalb - Shorter, Macon - Silas, Choctaw - Silverhill, Baldwin - Sipsey, Walker - Skyline, Jackson - Slocomb, Geneva - Smiths Station, Lee - Smoke Rise, Blount - Snead, Blount - Snow Hill, Wilcox - Somerville, Morgan - South Vinemont, Cullman - Southside, Etowah - Spanish Fort, Baldwin - Spring Hill, Barbour - Spring Valley, Colbert - Springville, St. Clair - Sprott, Perry - Spruce Pine, Franklin | - St. Clair Springs, St. Clair - St. Florian, Lauderdale - St. Stephens, Washington - Stapleton, Baldwin - Steele, St. Clair - Sterrett, Shelby - Stevenson, Jackson - Stockton, Baldwin - Straight Mountain, Blount - Sulligent, Lamar - Sumiton, Walker - Summerdale, Baldwin - Summit, Blount - Susan Moore, Blount - Sweet Water, Marengo - Sylacauga, Talladega - Sylvan Springs, Jefferson - Sylvania, DeKalb |

| - Talladega, Talladega - Talladega Springs, Talladega - Tallassee, Elmore - Tannehill, Tuscaloosa - Tanner, Limestone - Tarrant, Jefferson - Taylor, Houston - Tensaw, Baldwin - Theodore, Mobile - Thomaston, Marengo - Thomasville, Clarke - Thorsby, Chilton | - Tillmans Corner, Mobile - Town Creek, Lawrence - Toxey, Choctaw - Trafford, Jefferson - Triana, Madison - Trinity, Morgan - Troy, Pike - Trussville, Jefferson - Tuscaloosa, Tuscaloosa - Tuscumbia, Colbert - Tuskegee, Macon |

| - Underwood-Petersville, Lauderdale - Union, Greene - Union Grove, Marshall | - Union Springs, Bullock - Uniontown, Perry - Uriah, Monroe |

| - Valhermoso Springs, Morgan - Valley, Chambers - Valley Head, DeKalb - Vance, Tuscaloosa - Verbena, Chilton - Vernon, Lamar - Vestavia Hills, Jefferson | - Village Springs, Jefferson - Vina, Franklin - Vincent, Shelby - Vineland, Marengo - Vinemont, Cullman - Vredenburgh, Monroe |

| - Wadley, Randolph - Wagarville, Washington - Waldo, Talladega - Walnut Grove, Etowah - Warrior, Jefferson - Waterloo, Lauderdale - Watson, Jefferson - Waugh, Montgomery - Waverly, Chambers - Weaver, Calhoun - Webb, Houston - Wedowee, Randolph - West Blocton, Bibb - West End-Cobb Town, Calhoun | - West Jefferson, Jefferson - West Point, Cullman - Westover, Shelby - Wetumpka, Elmore - White Hall, Lowndes - Wilmer, Mobile - Wilsonville, Shelby - Wilton, Shelby - Winfield, Marion - Winterboro, Talladega - Woodland, Randolph - Woodstock, Bibb - Woodville, Jackson - Wren, Lawrence |